# NGC 5282
NGC 5282 (również PGC 48614 lub UGC 8687) – galaktyka eliptyczna (E), znajdująca się w gwiazdozbiorze Psów Gończych. Odkrył ją Édouard Jean-Marie Stephan 22 maja 1881 roku.